# Phụ Dực, Hưng Yên
Phụ Dực là một xã thuộc tỉnh Hưng Yên, Việt Nam.

## Địa lý
Xã Phụ Dực nằm ở phía đông nam của tỉnh Hưng Yên, có vị trí địa lý:
- Phía tây giáp xã Đồng Bằng.
- Phía nam giáp xã Tân Tiến và xã Tây Thụy Anh.
- Phía bắc và phía đông giáp xã Vĩnh Hòa và xã Vĩnh Hải của thành phố Hải Phòng, có ranh giới tự nhiên là sông Hoá.

## Lịch sử
Ngày 16 tháng 6 năm 2025, Ủy ban Thường vụ Quốc hội ban hành Nghị quyết số 1666/NQ-UBTVQH15 về việc sắp xếp các đơn vị hành chính cấp xã của tỉnh Hưng Yên năm 2025. Theo đó, sắp xếp toàn bộ diện tích tự nhiên, quy mô dân số của thị trấn An Bài và các xã An Ninh (huyện Quỳnh Phụ), An Vũ, An Mỹ, An Thanh thành xã mới có tên gọi là xã Phụ Dực.